# 子午鸳鸯钺

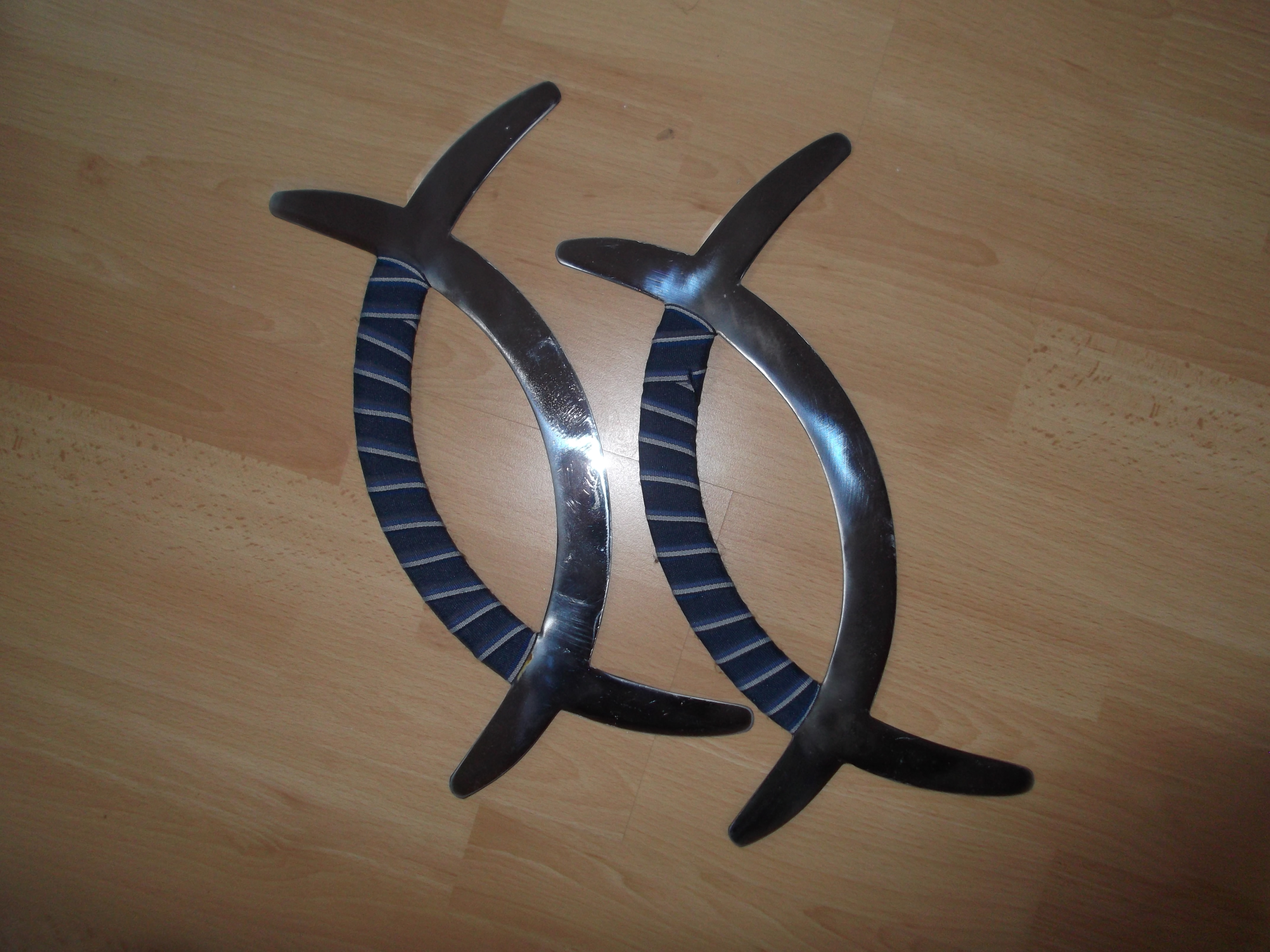
子午鸳鸯钺

子午鸳鸯钺，一說全稱為四尖九刃十三鋒八卦子午鴛鴦鉞，亦有鹿角魚尾熊背蛇身鳳眼四尖九刃十三鋒之說，亦簡稱為八卦子午鴛鴦鉞、鴛鴦鉞，又稱日月弧形劍、日月乾坤劍、鹿角刀，是中國武術流派八卦掌門內的一種兵器。

## 概述
钺本意是大斧，長兵器中的钺就是加大版﹑加槍頭的斧，而奇門兵器中的鴦鴛钺是雙持的短兵器，形狀如同兩彎面對面相交的月牙；其中一月牙其弧身是手柄，而其他部位全是刀刃。
此兵器據說為八卦掌好手（其中一個說法指為始創人）:28、晚清武術家董海川所創，配合八卦掌技法使用的獨門兵器。
各八卦掌支流的子午鸳鸯钺形狀有所分別，如梁振蒲一脈的「子午雞爪鴛鴦鉞」外形近似鐮刀。

## 套路
- 「八卦子午鴛鴦鉞」，共55式[3]:37-38
- 「八卦子午雞爪鴛鴦鉞」，共24式[3]:38
- 「雞爪鴛鴦鉞」，共36式[3]:38
- 「子午鴛鴦鉞（六十四式）」[3]:38
- 程廷華一脈的程有龍整理了「二虎擒龍」（專破槍棍）、「雙蛇戲鳳」（專破刀劍）、「八門金鎖」三種套路。[2]

## 爭議事件
2021年，中國內地流傳一則消息，稱「中國武術協會貴州分會」控告時尚品牌香奈兒的商標（兩個方向相反的英文字母「C」互疊）抄襲子午鴛鴦鉞的形狀，及後證實為虛假消息，「中國武術協會貴州分會」亦是一個不存在的組織。

## 流行文化

### 武術題材作品
- 2015年以民國時期武術界文化為題材的電影《師父》中，屬於詠春派的主角陳識以八斬刀與一眾北派武術高手較量，其中包括一個使用子午鴛鴦鉞的八卦門中人，及後陳識更借用子午鴛鴦鉞繼續闖關。[1]

### 其他
- 2014年電子遊戲《真·三國無雙7  Empires》、2018年電子遊戲《真·三國無雙8》中，角色練師的武器為鴛鴦鉞[5][6]。《真·三國無雙8》中，角色鮑三娘的武器也同為鴛鴦鉞[7]。
- 2023年香港女團COLLAR歌曲idc的音樂影片中，各成員均拿著一種武器[8]，其中蘇雅琳所拿的是子午鴛鴦鉞。